# رالف روبنسون
رالف روبنسون (بالإنجليزية: Ralf Robinson)‏ (28 يونيو 1885 - 23 أغسطس 1917) هو لاعب كريكت بريطاني (وحمل سابقاً جنسية المملكة المتحدة لبريطانيا العظمى وأيرلندا).